# Canoeing tại Đại hội Thể thao Đông Nam Á 2013
Canoeing tại Đại hội Thể thao Đông Nam Á năm 2013 được tổ chức từ ngày 14 đến ngày 17 tháng 12 tại hồ Ngalike, Naypyidaw, Myanmar. Có tổng cộng 16 nội dung trao huy chương, trong đó có 9 nội dung dành cho nam và 7 nội dung dành cho nữ. 
Đoàn thể thao chủ nhà Myanmar và Thái Lan đều giành được 5 huy chương vàng.

## Bảng huy chương
| Hạng               | Đoàn               | Vàng | Bạc | Đồng | Tổng số |
| ------------------ | ------------------ | ---- | --- | ---- | ------- |
| 1                  | Myanmar            | 5    | 5   | 2    | 12      |
| 2                  | Thái Lan           | 5    | 2   | 5    | 12      |
| 3                  | Indonesia          | 4    | 5   | 1    | 10      |
| 4                  | Singapore          | 2    | 2   | 2    | 6       |
| 5                  | Việt Nam           | 0    | 2   | 5    | 7       |
| 6                  | Campuchia          | 0    | 0   | 1    | 1       |
| 6                  | Malaysia           | 0    | 0   | 1    | 1       |
| 6                  | Philippines        | 0    | 0   | 1    | 1       |
| Tổng số (8 đơn vị) | Tổng số (8 đơn vị) | 16   | 16  | 18   | 50      |

## Tóm tắt kết quả

### Nữ
| Event      | Vàng                                                                        | Bạc                                                                                       | Đồng                                                                                      |
| ---------- | --------------------------------------------------------------------------- | ----------------------------------------------------------------------------------------- | ----------------------------------------------------------------------------------------- |
| K-1 200 m  | Erni Sokoy · Indonesia                                                      | Kanokpan Suansan · Thái Lan                                                               | Hnin Wai Lwin · Myanmar                                                                   |
| K-1 200 m  | Erni Sokoy · Indonesia                                                      | Kanokpan Suansan · Thái Lan                                                               | Siti Rajah Ali · Malaysia                                                                 |
| K-1 500 m  | Erni Sokoy · Indonesia                                                      | Geraldine Lee · Singapore                                                                 | Kanokpan Suansan · Thái Lan                                                               |
| K-2 200 m  | Singapore · Stephenie Chen · Suzanne Seah                                   | Myanmar · Naw Ahlelashe · Aye Mi Khine                                                    | Việt Nam · Nguyễn Thị Mai · Kiều Thị Hảo                                                  |
| K-2 500 m  | Singapore · Stephenie Chen · Suzanne Seah                                   | Myanmar · Aye Mi Khine · Naw Ahlelashe                                                    | Thái Lan · Woraporn Boonyuhong · Pattraluck Phumsatan                                     |
| K-4 200 m  | Myanmar · Myint Myint Than · Myo Thandar Tun · Naw Ahlelashe · Aye Mi Khine | Thái Lan · Woraporn Boonyuhong · Manita Netprom · Kanokpan Suansan · Pattraluck Phumsatan | Singapore · Stephenie Chen · Geraldine Lee · Annabelle Ng · Sarah Chen                    |
| K-4 500 m  | Myanmar · Myint Myint Than · Myo Thandar Tun · Naw Ahlelashe · Aye Mi Khine | Indonesia · Yulanda Esther Enthong · Kanti Santyawati · Since Lithasova Yom · Erni Sokoy  | Việt Nam · Nguyễn Thị Mai · Kiều Thị Hảo · Nguyễn Thị Duyên · Nguyễn Thị Lệ               |
| K-4 1000 m | Myanmar · Myint Myint Than · Thin Thin Kyu · Naw Ahlelashe · Aye Mi Khine   | Việt Nam · Nguyễn Thị Mai · Kiều Thị Hảo · Nguyễn Thị Duyên · Nguyễn Thị Lệ               | Thái Lan · Woraporn Boonyuhong · Manita Netprom · Kanokpan Suansan · Pattraluck Phumsatan |

## Kết quả chi tiết

### Nam

#### C-1 200 m
Ghi chú
- DSQ - Bị loại

Tất cả đều theo giờ tiêu chuẩn Myanmar (UTC+06:30)
| Giờ                           | Ngày  | Sự kiện   |
| ----------------------------- | ----- | --------- |
| Thứ Sáu, 13 tháng 12 năm 2013 | 09:30 | Chung kết |

| Hạng | Vận động viên           | Thời gian |
| ---- | ----------------------- | --------- |
| 1    | Rungsawan Suansan (THA) | 41.666    |
| 2    | Spensstuber Mehue (INA) | 41.906    |
| 3    | Trần Văn Long (VIE)     | 43.106    |
| 3    | Pheary In (CAM)         | 43.106    |
| 5    | Hermie Macaranas (PHI)  | 44.730    |
| -    | Maung Maung (MYA)       | DSQ       |

#### C-1 500 m
Tất cả đều theo giờ tiêu chuẩn Myanmar (UTC+06:30)
| Ngày                         | Giờ   | Sự kiện   |
| ---------------------------- | ----- | --------- |
| Thứ Ba, 12 tháng 12 năm 2013 | 09:30 | Chung kết |

| Hạng | Vận động viên           | Thời gian |
| ---- | ----------------------- | --------- |
| 1    | Spensstuber Mehue (INA) | 1:59.256  |
| 2    | Win Htike (MYA)         | 1:59.676  |
| 3    | Rungsawan Suansan (THA) | 2:01.886  |
| 4    | Hermie Macaranas (PHI)  | 2:03.038  |
| 5    | Trần Văn Long (VIE)     | 2:03.318  |
| 6    | Pheary In (CAM)         | 2:18.846  |

#### C-1 1000 m
Tất cả đều theo giờ tiêu chuẩn Myanmar (UTC+06:30)
| Ngày                         | Giờ   | Sự kiện   |
| ---------------------------- | ----- | --------- |
| Thứ Ba, 10 tháng 12 năm 2013 | 09:00 | Chung kết |

| Hạng | Vận động viên           | Thời gian |
| ---- | ----------------------- | --------- |
| 1    | Win Htike (MYA)         | 4:18.952  |
| 2    | Spensstuber Mehue (INA) | 4:21.438  |
| 3    | Hermie Macaranas (PHI)  | 4:30.786  |
| 4    | Rungsawan Suansan (THA) | 4:38.376  |
| 5    | Trần Văn Long (VIE)     | 5:19.632  |

#### C-2 200 m
Tất cả đều theo giờ tiêu chuẩn Myanmar (UTC+06:30)
| Ngày                          | Giờ   | Sự kiện   |
| ----------------------------- | ----- | --------- |
| Thứ Sáu, 13 tháng 12 năm 2013 | 10:30 | Chung kết |

| Hạng | Vận động viên                              | Thời gian |
| ---- | ------------------------------------------ | --------- |
| 1    | Phanudet Phetmikha · Nares Naoprakon (THA) | 38.692    |
| 2    | Maung Maung · Win Htike (MYA)              | 39.400    |
| 3    | Eka Octarorianus · Anwar Tarra (INA)       | 39.448    |
| 4    | Trần Văn Long · Nguyễn Hồng Quân (VIE)     | 41.870    |

#### C-2 500 m
Tất cả đều theo giờ tiêu chuẩn Myanmar (UTC+06:30)
| Ngày                         | Giờ   | Sự kiện   |
| ---------------------------- | ----- | --------- |
| Thứ Ba, 12 tháng 12 năm 2013 | 10:30 | Chung kết |

| Hạng | Vận động viên                              | Thời gian |
| ---- | ------------------------------------------ | --------- |
| 1    | Anwar Tarra · Eka Octarorianus (INA)       | 1:49.594  |
| 2    | Ye Aung Soe · Win Htike (MYA)              | 1:49.830  |
| 3    | Phanudet Phetmikha · Nares Naoprakon (THA) | 1:51.978  |
| 4    | Trần Văn Long · Nguyễn Hồng Quân (VIE)     | 1:54.378  |

#### C-2 1000 m
Tất cả đều theo giờ tiêu chuẩn Myanmar (UTC+06:30)
| Ngày                         | Giờ   | Sự kiện   |
| ---------------------------- | ----- | --------- |
| Thứ Ba, 10 tháng 12 năm 2013 | 10:10 | Chung kết |

| Hạng | Vận động viên                                  | Thời gian |
| ---- | ---------------------------------------------- | --------- |
| 1    | Sai Min Wai · Win Htike (MYA)                  | 3:58.022  |
| 2    | Eka Octarorianus · Anwar Tarra (INA)           | 4:00.238  |
| 3    | Nguyễn Thanh Sang · Lưu Văn Vững (VIE)         | 4:13.100  |
| 4    | Nadtaphong Bhoonklin · Rungsawan Suansan (THA) | 4:13.220  |

#### K-1 200 m
Tất cả đều theo giờ tiêu chuẩn Myanmar (UTC+06:30)
| Ngày                          | Giờ   | Sự kiện   |
| ----------------------------- | ----- | --------- |
| Thứ Sáu, 13 tháng 12 năm 2013 | 08:30 | Heats     |
| Thứ Sáu, 13 tháng 12 năm 2013 | 09:10 | Bán kết   |
| Thứ Sáu, 13 tháng 12 năm 2013 | 09:50 | Chung kết |

##### Heats
- Vòng loại: 1–2 → Chung kết (QF), 3-4 → Bán kết (QS)

###### Heat 1
| Hạng | Vận động viên            | Thời gian | Ghi chú |
| ---- | ------------------------ | --------- | ------- |
| 1    | Mervyn Yingjie Toh (SIN) | 37.762    | QF      |
| 2    | Naing Naing Zaw (MYA)    | 37.958    | QF      |
| 3    | Andri Sugiarto (INA)     | 38.058    | QS      |
| 4    | Hamdan Mohammad (MAS)    | 39.174    | QS      |

###### Heat 2
| Hạng | Vận động viên                 | Thời gian | Ghi chú |
| ---- | ----------------------------- | --------- | ------- |
| 1    | Kasemsit Borriboonwasin (THA) | 37.260    | QF      |
| 2    | Nguyễn Thanh Quang (VIE)      | 37.788    | QF      |
| 3    | Alex Generalo (PHI)           | 40.406    | QS      |
| 4    | Narun Pom (CAM)               | 44.302    | QS      |

##### Bán kết
- Vòng loại: 1–2 → Chung kết (QF)

| Hạng | Vận động viên         | Thời gian | Ghi chú |
| ---- | --------------------- | --------- | ------- |
| 1    | Andri Sugiarto (INA)  | 37.658    | QF      |
| 2    | Hamdan Mohammad (MAS) | 38.514    | QF      |
| 3    | Alex Generalo (PHI)   | 39.842    |         |
| 4    | Narun Pom (CAM)       | 43.368    |         |

##### Chung kết
| Hạng | Vận động viên                 | Thời gian |
| ---- | ----------------------------- | --------- |
| 1    | Kasemsit Borriboonwasin (THA) | 36.578    |
| 2    | Mervyn Yingjie Toh (SIN)      | 36.994    |
| 3    | Nguyễn Thanh Quang (VIE)      | 37.042    |
| 4    | Andri Sugiarto (INA)          | 37.454    |
| 5    | Naing Naing Zaw (MYA)         | 38.594    |
| 6    | Hamdan Mohammad (MAS)         | 38.806    |

#### K-1 500 m
Tất cả đều theo giờ tiêu chuẩn Myanmar (UTC+06:30)
| Ngày                         | Giờ   | Sự kiện   |
| ---------------------------- | ----- | --------- |
| Thứ Ba, 12 tháng 12 năm 2013 | 09:50 | Chung kết |

| Hạng | Vận động viên                 | Thời gian |
| ---- | ----------------------------- | --------- |
| 1    | Kasemsit Borriboonwasin (THA) | 1:51.364  |
| 2    | Nguyễn Thanh Quang (VIE)      | 1:51.812  |
| 3    | Wei Cheng Brandon Ooi (SIN)   | 1:55.738  |
| 4    | Sutrisno Sutrisno (INA)       | 1:55.930  |
| 5    | Naing Lin (MYA)               | 1:57.386  |
| 6    | Alex Generalo (PHI)           | 1:58.018  |
| 7    | Khairul Amri Ibrahim (MAS)    | 2:14.694  |
| 8    | Rady Hun (CAM)                | 2:16.038  |

#### K-4 1000 m
Tất cả đều theo giờ tiêu chuẩn Myanmar (UTC+06:30)
| Ngày                         | Giờ   | Sự kiện   |
| ---------------------------- | ----- | --------- |
| Thứ Ba, 12 tháng 12 năm 2013 | 09:50 | Chung kết |

| Hạng | Đội                                                                                        | Thời gian |
| ---- | ------------------------------------------------------------------------------------------ | --------- |
| 1    | Thái Lan (THA) Aditep Srichart Wichan Jaitieng Kasemsit Borriboonwasin Nathaworn Waenphrom | 3:13.876  |
| 2    | Indonesia (INA) Gandie Gandie Maizir Riyondra Muchlis Muchlis Silo Silo                    | 3:18.478  |
| 3    | Myanmar (MYA) Saw Khay Sha Aung Myo Thu Zaw Wai Latt Naing Lin                             | 3:19.198  |
| 4    | Singapore (SIN) Wei Liang Bill Lee Zi Qiang Tay Wei Fu Benjamin Low Guang Yi Lucas Teo     | 3:19.238  |
| 5    | Việt Nam (VIE) Đặng Thanh Vương Đỗ Mạnh Hùng Nguyễn Thành Lộc Nguyễn Văn Tuấn              | 3:21.902  |
| 6    | Malaysia (MAS) Hamdan Mohammad Mohd Tarmizi Zakaria Khairul Amri Ibrahim Adam Aris         | 3:42.064  |

### Women

#### K-1 200 m
Tất cả đều theo giờ tiêu chuẩn Myanmar (UTC+06:30)
| Ngày                          | Giờ   | Sự kiện   |
| ----------------------------- | ----- | --------- |
| Thứ Sáu, 13 tháng 12 năm 2013 | 09:20 | Chung kết |

| Hạng | Vận động viên           | Thời gian |
| ---- | ----------------------- | --------- |
| 1    | Erni Sokoy (INA)        | 42.948    |
| 2    | Kanokpan Suansan (THA)  | 43.100    |
| 3    | Siti Rajiah Ali (MAS)   | 43.164    |
| 3    | Hnin Wai Lwin (MYA)     | 43.164    |
| 5    | Jiemei Sarah Chen (SIN) | 44.040    |
| 6    | Nguyễn Thị Duyên (VIE)  | 44.188    |

#### K-1 500 m
Tất cả đều theo giờ tiêu chuẩn Myanmar (UTC+06:30)
| Ngày                         | Giờ   | Sự kiện   |
| ---------------------------- | ----- | --------- |
| Thứ Ba, 12 tháng 12 năm 2013 | 09:20 | Chung kết |

| Hạng | Vận động viên                | Thời gian |
| ---- | ---------------------------- | --------- |
| 1    | Erni Sokoy (INA)             | 2:06.090  |
| 2    | Wei Ling Geraldine Lee (SIN) | 2:07.734  |
| 3    | Kanokpan Suansan (THA)       | 2:08.894  |
| 4    | Hnin Wai Lwin (MYA)          | 2:10.918  |
| 5    | Nguyễn Thị Duyên (VIE)       | 2:12.534  |
| 6    | Nor Azita Ibrahim (MAS)      | 2:36.730  |

#### K-2 200 m
Tất cả đều theo giờ tiêu chuẩn Myanmar (UTC+06:30)
| Ngày                          | Giờ   | Sự kiện |
| ----------------------------- | ----- | ------- |
| Thứ Sáu, 13 tháng 12 năm 2013 | 10:10 | Final   |

| Hạng | Đội                                              | Thời gian |
| ---- | ------------------------------------------------ | --------- |
| 1    | Jiexian Stephenie Chen · Suzanne Seah (SIN)      | 40.864    |
| 2    | Naw Ahlelashe · Aye Mi Khine (MYA)               | 41.260    |
| 3    | Nguyễn Thị Mai · Kiều Thị Hảo (VIE)              | 41.764    |
| 4    | Woraporn Boonyuhong · Pattraluck Phumsatan (THA) | 41.840    |
| 5    | Erni Sokoy · Sincelithasova Yom (INA)            | 41.888    |
| 6    | Noor Azira Ibrahim · Siti Rajiah Ali (MAS)       | 48.952    |

#### K-2 500 m
Tất cả đều theo giờ tiêu chuẩn Myanmar (UTC+06:30)
| Ngày                         | Giờ   | Sự kiện   |
| ---------------------------- | ----- | --------- |
| Thứ Ba, 12 tháng 12 năm 2013 | 10:10 | Chung kết |

| Hạng | Đội                                              | Thời gian |
| ---- | ------------------------------------------------ | --------- |
| 1    | Jiexian Stephenie Chen · Suzanne Seah (SIN)      | 1:56.614  |
| 2    | Aye Mi Khine · Naw Ahlelashe (MYA)               | 1:58.686  |
| 3    | Woraporn Boonyuhong · Pattraluck Phumsatan (THA) | 1:59.734  |
| 4    | Nguyễn Thị Mai · Kiều Thị Hảo (VIE)              | 1:59.758  |
| 5    | Masripah · Dayumin Dayumin (INA)                 | 2:05.580  |
| 6    | Nurul Farahim Wahab · Faizah Firdaus Fauzi (MAS) | 2:27.498  |

#### K-4 200 m
Tất cả đều theo giờ tiêu chuẩn Myanmar (UTC+06:30)
| Ngày                          | Giờ   | Sự kiện   |
| ----------------------------- | ----- | --------- |
| Thứ Sáu, 13 tháng 12 năm 2013 | 11:00 | Chung kết |

| Hạng | Đội                                                                                                   | Thời gian |
| ---- | --- | --------- |
| 1    | Myanmar (MYA) Phyu Thi Oo Myo Thandar Tun Naw Ahlelashe Aye Mi Khine                                  | 37.390    |
| 2    | Thái Lan (THA) Woraporn Boonyuhong Manita Netprom Kanokpan Suansan Pattraluck Phumsatan               | 37.682    |
| 3    | Singapore (SIN) Jiexian Stephenie Chen Wei Ling Geraldine Lee Xiang Ru Annabelle Ng Jiemei Sarah Chen | 37.782    |
| 4    | Indonesia (INA) Yulanda Ester Enthong Dayumin Dayumin Sincelithasova Yom Erni Sokoy                   | 38.554    |
| 5    | Việt Nam (VIE) Nguyễn Thị Mai Kiều Thị Hảo Nguyễn Thị Duyên Nguyễn Thị Lệ                             | 38.614    |
| 6    | Malaysia (MAS) Noor Azira Ibrahim Nor Azita Ibrahim Nurul Farahim Wahab Faizah Firdaus Fauzi          | 43.180    |

#### K-4 500 m
Tất cả đều theo giờ tiêu chuẩn Myanmar (UTC+06:30)
| Ngày                         | Giờ   | Sự kiện   |
| ---------------------------- | ----- | --------- |
| Thứ Ba, 12 tháng 12 năm 2013 | 11:00 | Chung kết |

| Hạng | Đội | Thời gian |
| ---- | --- | --------- |
| 1    | Myanmar (MYA) Myint Myint Than Myo Thandar Tun Naw Ahlelashe Aye Mi Khine                                | 1:44.156  |
| 2    | Indonesia (INA) Yulanda Ester Enthong Kanti Santyawati Sincelithasova Yom Erni Sokoy                     | 1:44.344  |
| 3    | Việt Nam (VIE) Nguyễn Thị Mai Kiều Thị Hảo Nguyễn Thị Duyên Nguyễn Thị Lệ                                | 1:45.776  |
| 4    | Singapore (SIN) Jiexian Stephenie Chen Wei Ling Geraldine Lee Xiang Ru Annabelle Ng Yang Jing Wilona Lee | 1:46.024  |
| 5    | Thái Lan (THA) Woraporn Boonyuhong Manita Netprom Kanokpan Suansan Pattraluck Phumsatan                  | 1:47.836  |
| 6    | Malaysia (MAS) Noor Azira Ibrahim Nor Azita Ibrahim Nurul Farahim Wahab Faizah Firdaus Fauzi             | 2:07.842  |

#### K-4 1000 m
Tất cả đều theo giờ tiêu chuẩn Myanmar (UTC+06:30)
| Ngày                         | Giờ   | Sự kiện   |
| ---------------------------- | ----- | --------- |
| Thứ Ba, 10 tháng 12 năm 2013 | 09:10 | Chung kết |

| Hạng | Đội                                                                                            | Thời gian |
| ---- | ---------------------------------------------------------------------------------------------- | --------- |
| 1    | Myanmar (MYA) Myint Myint Than Thin Thin Kyu Naw Ahlelashe Aye Mi Khine                        | 3:41.356  |
| 2    | Việt Nam (VIE) Nguyễn Thị Mai Kiều Thị Hảo Nguyễn Thị Duyên Nguyễn Thị Lệ                      | 3:41.972  |
| 3    | Thái Lan (THA) Woraporn Boonyuhong Manita Netprom Kanokpan Suansan Pattraluck Phumsatan        | 3:44.108  |
| 4    | Singapore (SIN) Xiang Ru Annabelle Ng Suzanne Seah Wei Ling Geraldine Lee Yang Jing Wilona Lee | 3:44.200  |
| 5    | Indonesia (INA) Yulanda Ester Enthong Yunita Kadop Sincelithasova Yom Erni Sokoy               | 3:49.086  |
| 6    | Malaysia (MAS) Noor Azira Ibrahim Nor Azita Ibrahim Nurul Farahim Wahab Faizah Firdaus Fauzi   | 4:26.300  |